# Ernesto Ardito
Ernesto Ardito (1972) és un cineasta i guionista argentí, la seva parella Virna Molina, amb qui va realitzar gairebé la totalitat de la seva obra. Entre els seus treballs es poden destacar la seva òpera preval Raymundo (2003, sobre el cineasta desaparegut per la dictadura militar Raymundo Gleyzer, considerat el documental argentí més premiat amb 18 premis internacionals), Corazón de fábrica (2008, sobre la fàbrica Zanón de Neuquén, presa i autogestionada pels seus treballadors), Memoria iluminada (pel canal Encuentro, sobre els artistes Raymundo Gleyzer, Alejandra Pizarnik, María Elena Walsh i Paco Urondo, que ens permeten analitzar el moment històric i cultural que els va tocar viure), Alejandra Pizarnik (2013, sobre Alejandra Pizarnik), i El futuro es nuestro (2014, sobre els desapareguts del Colegio Nacional de Buenos Aires, de tots els col·legis secundaris del país, el més castigat per la reacció i repressió dels anys ’70). Els seus reconeguts documentals han rebut 30 premis a maig del 2014. Juntament amb la seva esposa va dictar seminaris sobre cinema documental en diferents universitats del món i van treballar com a jurats en festivals de cinema.

## Filmografia
- 2003. Raymundo, codirigit amb Virna Molina, documental sobre el cineasta desaparegut per la dictadura militar Raymundo Gleyzer. La seva òpera prima, guanyadora de 15 premis internacionals i selecció oficial de 40 festivals[5]
- 2008. Corazón de fábrica, codirigit amb Virna Molina, documental sobre la fàbrica Zanón de Neuquén, presa i autogestionada pels seus treballadors.
- 2008. Memoria iluminada Alejandra Pizarnik, codirigit amb Virna Molina, documental transmès pel canal Encuentro sobre les vides d'Alejandra Pizarnik, María Elena Walsh, Paco Urondo, Julio Cortázar i Raymundo Gleyzer.
- 2011 Nazión, assaig documental sobre la història del feixisme a Argentina, premiado a Itàlia.
- 2013. Moreno, codirigit amb Virna Molina, documental llargmetratge sobre la defunció i el pensament del prócer argentí Mariano Moreno.
- 2017. Sinfonía para Ana, llargmetratge codirigit amb Virna Molina, sobre la persecució política d'estudiants del Col·legi Nacional Buenos Aires.
- 2013. Alejandra, codirigit amb Virna Molina, documental per televisió sobre la poeta Alejandra Pizarnik.
- 2014. El futuro es nuestro, codirigit amb Virna Molina, minisèrie documental transmès pel canal Encuentro sobre els desapareguts del Colegio Nacional de Buenos Aires.[3]
- 2021. Sexo y revolución

Actor
- 2002. Mataperros